# مون ياباني (عملة)

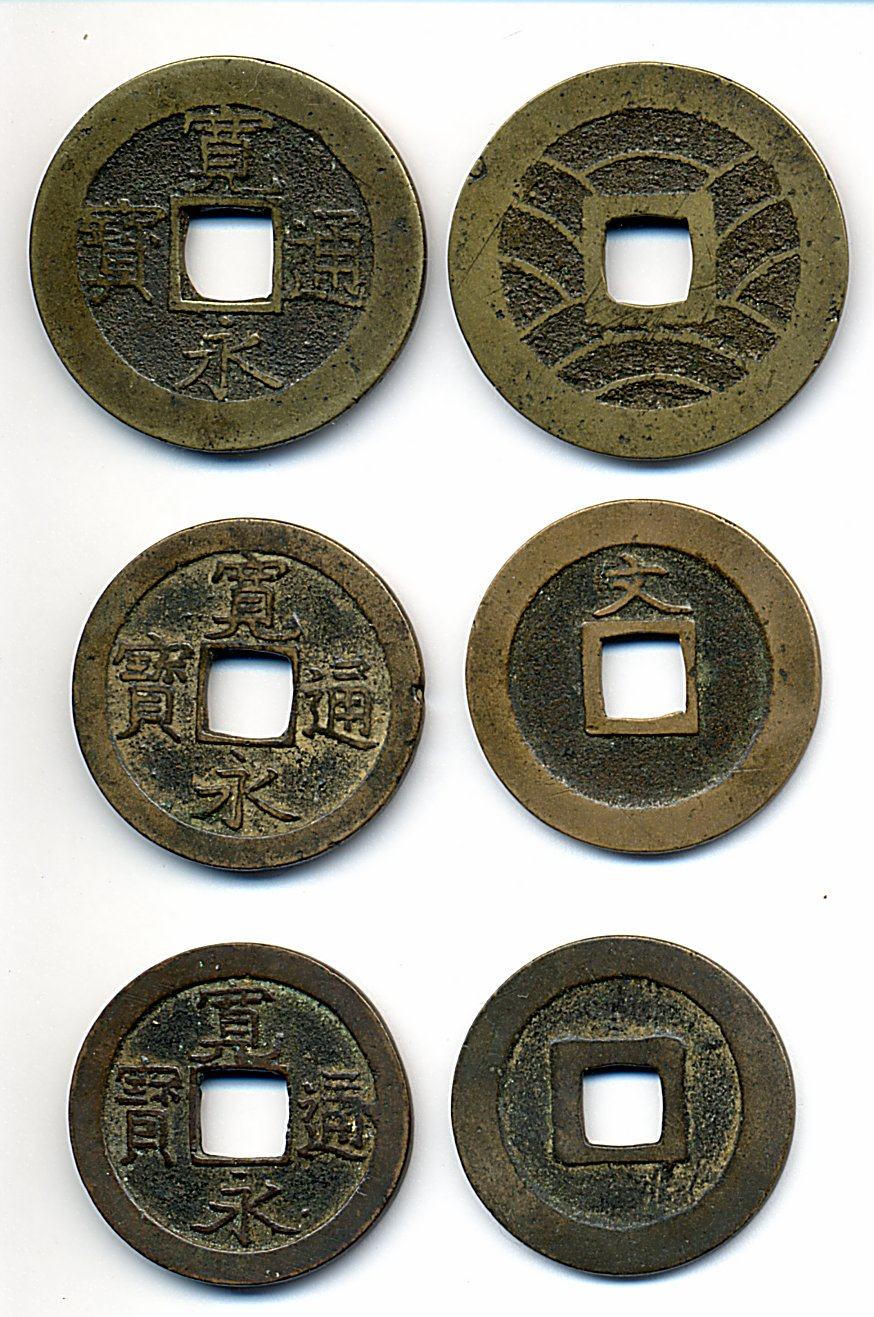
عملات كاني تسوهو (寛永通宝). كانت العملات المعدنية العلوية تساوي كل منها 4 مون ؛ وكانت العملات المعدنية الوسطى والسفلية تساوي 1 مون لكل منها.

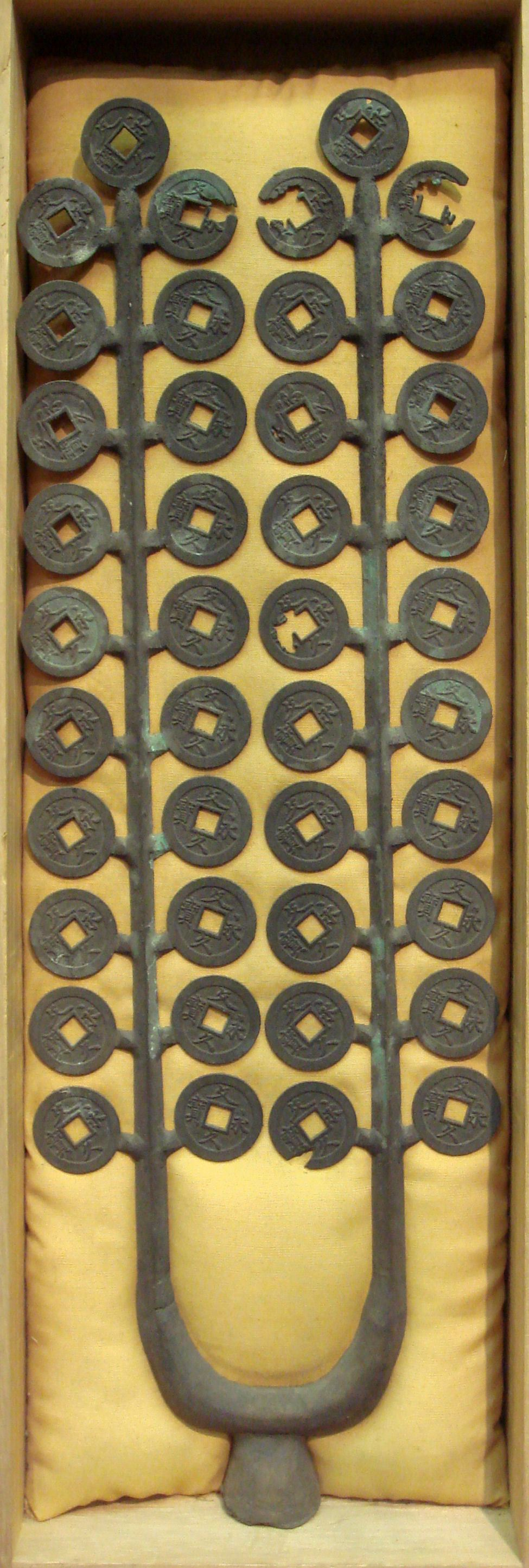
بونكيو إيهو (文久永宝). عملات مون المتفرعة ("إيداسين" 枝銭) من فترة بونكيو. يوضح هذا تقنية المسبك لصنع العملات المعدنية: يتم بعد ذلك قص العملات المعدنية وتشكيلها للحصول على الشكل الدائري النهائي.

كان mon (文) هو العملة المستخدمة في اليابان منذ فترة موروماتشي في عام 1336 حتى أوائل فترة ميجي في عام 1870. وقد ظلت متداولة مع السين الجديد حتى عام 1891. على مدار التاريخ الياباني، كانت هناك العديد من أنماط العملات ذات الأشكال والأنماط والتصاميم والأحجام والمواد المختلفة، بما في ذلك الذهب والفضة والبرونز وما إلى ذلك. كانجي مون (文 ) يشترك أيضًا في اسمه مع الكلمة الصينية wen، والكلمة الكورية mun، والكلمة الفيتنامية văn.

## الطوائف
كانت العملات المعدنية المقومة بالمون تُصب في النحاس أو الحديد و تُتداول جنبًا إلى جنب مع سبائك الفضة والذهب المقومة بالشو والبو والريو، حيث كان 4000 مون = 16 شو = 4 بو = 1 ريو. في عام 1869، وبسبب انخفاض قيمة الين مقابل الذهب، حُدد السعر الرسمي الجديد عند 1 ريو/ين = 1000 مون. بدأ الين في استبدال العملات القديمة غير العشرية في عام 1870: في الربع الثالث من عام 1870، ظهرت العملات المعدنية الجديدة الأولى، وهي 5، 10، 50 سين فضية و2، 5، 10، 20 ين. لم تظهر العملات المعدنية الأصغر حجمًا قبل الربيع عام 1873. وهكذا ظلت العملات المعدنية من فئة المون (1، 4، 100، 250 مون وما إلى ذلك) ضرورية لسلع الناس العاديين، وسُمح بتداولها حتى 31 ديسمبر/كانون الأول 1891. اعتبارًا من 1 يناير 1954 فصاعدًا، أصبح المون غير صالح: فقد أدى التضخم بعد الحرب إلى إزالة فئات السين والمون وما إلى ذلك التي تقل عن 1 ين. وبسبب العملات المعدنية الصغيرة المفقودة، أصدرت البريدات اليابانية طوابعها الأولى (ميجي 4.3.1 / 1871.4.20) بالدولار الأمريكي وأسعار بريدية ثابتة بالدولار الأمريكي حتى أبريل 1872 (ميجي 5.2.28).
خلال فترة التعايش بين المون والسين بين عامي 1870 و1891، أصبح محتوى المعدن في العملة القديمة مهمًا. التبادل الرسمي للعملات المعدنية اعتبارًا من 1871.6.27: 4 مون نحاسي = 2 رين، 1 مون برونزي = 1 رين (1 رين = 1/10 من السين). لذلك، على الرغم من عدم تقييم جميع المون على قدم المساواة، فإن نوع المعدن الذي تنتمي إليه كان له أهمية بعد الانتقال إلى السين العشري: حيث قُيمَ البرونز أكثر من النحاس. قُدم أول فئة مادية من الرين في عام 1873 مع عملة بقيمة 1 رين (ومع عملة بقيمة 5 رين قُدمت في عام 1916)، حيث كان الرين حتى ذلك الوقت موجودًا فقط كوحدة محاسبية (10 رين = 1 سين). العملة المعدنية الحالية، Tenpō Tsūhō (天保通寶، وهي عملة بقيمة اسمية تبلغ 100 مون) كانت قيمتها 8 رين (0.8 سين) فقط في تلك الفترة السين.

## تاريخ

### تورايسينوشيتشوسين

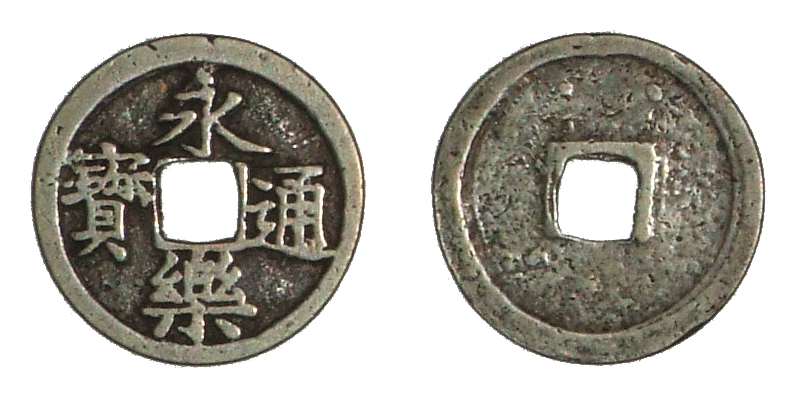
إيراكو تسوهو (永樂通寳) عملة، واحدة من العملات الأكثر تداولًا في العصر الذي سبق فترة إيدو.

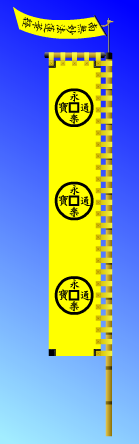
علم (نوبوري) لأودا نوبوناغا يعرض عملات إيراكو تسوهو الصينية.

رغم أن إنتاج العملات النحاسية والفضية والذهبية كان قد بدأ بالفعل في القرن الثامن، إلا أنها لم تُستخدم كثيرًا كوسيلة للتبادل حتى وقت لاحق عندما بدأ اليابانيون في استيراد العملات الصينية، والتي حلت محل اقتصاد العملة السلعية الياباني. مع نمو التجارة الداخلية بسبب التطورات الزراعية والحرفية، بدأ الناس يفضلون العملات المعدنية على المقايضة، مما أدى إلى نمو الطلب على العملات النحاسية. حظرت أسرة سونغ الجنوبية تصدير عملاتها المعدنية في عام 1179 بسبب مشكلتها مع تدفق العملة إلى الخارج، لكن سفنًا محملة بالعملات المعدنية الصينية كانت لا تزال تدخل اليابان سنويًا عبر نينغبو. هناك أدلة تشير إلى أن أسرة يوان كانت تصدر على نطاق واسع العملات النقدية الصينية إلى اليابان للتداول المحلي. حطام سفينة سينان، وهي سفينة من نينغبو إلى هاكاتا غرقت قبالة الساحل الكوري في عام 1323، تحمل حوالي 8000 سلسلة من العملات النقدية، والتي تزن حوالي 26,775 كيلوغرام (59,029 رطل).
وبما أن التجارة بدأت مع اليابان، وكانوا يتلقون المدفوعات بالعملات الصينية مقابل السلع اليابانية، فقد توقفوا عن سك عملاتهم النحاسية الخاصة حتى عام 1587. استوردت حكومة أشيكاغا الشوغونية كوبو تسوهو (洪武通寶 )، إيراكو تسوهو (永樂通寳) و كاتي تسوهو (嘉靖通寶) من أسرة مينغ، والتي أشاروا إليها باسم تورايسن (渡来銭 ) أو مينسن (明銭)، ولكن الطلب المرتفع على العملات النحاسية ألهم الإنتاج المحلي والخاص للعملات النحاسية (Shichūsen ،私鋳銭). من الأمثلة على عملة شيتشوسن المستخدمة في التجارة مع الصين ومملكة ريوكيو عملة كوبو تسوهو التي سكها إقليم ساتسوما والتي تضمنت الحرف "治" ( جي ) على الوجه الخلفي مما يشير إلى أنها سكّت في مدينة كاجيكي، مع الاستمرار في استخدام نقش الإمبراطور هونغوو من أسرة مينغ الصينية. كما تحمل بعض عملات شيتشوسن نقوشًا لعملات معدنية من سلالة سونغ، على الرغم من أنه لم يكن من غير المألوف أن تكون العديد من العملات المعدنية عبارة عن نسخ معاد صياغتها من عملات قديمة من سلالة سونغ ومينغ في شكل يوتسوشي (鋳写し ) أو ببساطة عن طريق إضافة نقوش إضافية على العملات الصينية المتداولة الموجودة.
يشير بيتاسين إلى Shichūsen [私鋳銭] العملات المعدنية التي أنتجتها طبقة النبلاء ودور السك المحلية الخاصة في اليابان، وليس الحكومة الإمبراطورية أو قبل إنشاء شوغونية توكوغاوا، والتي كانت غالبًا رديئة المظهر، بالإضافة إلى العملات المعدنية الصينية المستوردة التالفة والمهترئة.

### كاناي تسوهو
في عام 1636، كاني تسوهو ( كيوجيتاي : 寛永通寳) قُدمت عملة شينجيتاي : 寛永通宝 من قبل حكومة شوغونية توكوغاوا كوسيلة لتوحيد العملات النحاسية والحفاظ على إمداد كافٍ من العملات النحاسية، وكانت أول عملة نحاسية تسكها الحكومة منذ 700 عام، على الرغم من ذلك، قُدمت في إقليم ميتو قبل 10 سنوات خلال السنة الثالثة من عصر كانيي. ستصبح هذه العملات المعدنية العملة اليومية لعامة الناس و ستُستخدم للمدفوعات الصغيرة. ونتيجة للسياسات الانعزالية التي انتهجتها حكومة توكوغاوا، توقف تدفق العملة للخارج، وظلت عملات كاني تسوهو العملة الرئيسية المتداولة في اليابان. سُكت عملات كاني تسوهو لمدة 230 عامًا على الرغم من حقيقة أن عصر كاني انتهى في عام 1643، واستمرت العملات المعدنية في حمل أسطورة كاني، حتى عندما قُدمت فئة جديدة من العملة بعد قرن من الزمان، على الرغم من أنها كانت تحمل نفس الاسم. لم تكن جميع العملات متماثلة، حيث كانت الشوغونية تستعين بمصادر خارجية لسكها من التجار الإقليميين والمحليين الذين كانوا يصبونها بأوزان وأحجام مختلفة، فضلاً عن وجود علامات سك محلية في بعض الأحيان. بحلول خمسينيات القرن السابع عشر،اُفتتح 16 دار سك عملات خاصة لإنتاج عملات كاناي تسوهو في جميع أنحاء اليابان. يشار إلى عملات كاني تسوهو المنتجة قبل عام 1688 باسم "كاني القديمة" ويمكن التعرف عليها من خلال أنماط الخط المتشابهة مما يجعل من الصعب التمييز بينها وبين بعضها البعض، وفي الوقت نفسه، فإن عملات كاني تسوهو المنتجة بعد عام 1688 (أو "كاني الجديدة") "تميل العملات المعدنية (العملات المعدنية من فئة 4 مون) إلى أن تكون أكثر تنوعًا في التصميم الخطي، وتحتوي العملة المعدنية من فئة 4 مون على موجات على ظهرها مما يجعلها قابلة للتمييز بسهولة عن العملات المعدنية الأخرى.
منذ عام 1738، سمحت الحكومة بتصنيع عملات كاني تسوهو الحديدية بقيمة 1 مون، وفي عام 1866 (قبل نهاية فترة إيدو مباشرة) أُوافقَ على عملات كاني تسوهو الحديدية بقيمة 4 مون. بينما كانت العملات الحديدية تُسك، كانت جودة العملات النحاسية تنخفض بسبب التخفيض المتكرر لقيمتها.

### يصدّر
وبما أنه لم يعد يُسمح بتداول عملات بيتاسين داخل اليابان، بدأ التجار اليابانيون بيعها في الأسواق الأجنبية لتحقيق الأرباح، وخاصة في السوق الفيتنامية حيث أدى التدفق الهائل لعملات إيراكو تسوهو وكاني تسوهو من اليابان إلى جعل المون الياباني العملة الفعلية للمنطقة. صُدرت كميات كبيرة من العملات اليابانية إلى فيتنام خلال هذه الفترة على متن سفن الختم الأحمر.
| سنين      | العدد السنوي للسفن ذات الفقمة الحمراء المتجهة إلى شمال فيتنام | العدد السنوي للسفن ذات الفقمة الحمراء المتجهة إلى جنوب فيتنام |
| --------- | ------------------------------------------------------------- | ------------------------------------------------------------- |
| 1604–1605 | 5                                                             | 9                                                             |
| 1606–1610 | 2                                                             | 9                                                             |
| 1611–1615 | 3                                                             | 26                                                            |
| 1616–1620 | 9                                                             | 22                                                            |
| 1621–1625 | 6                                                             | 7                                                             |
| 1626–1630 | 3                                                             | 5                                                             |
| 1631–1635 | 9                                                             | 9                                                             |

منذ عام 1633، اعتمدت حكومة توكوغاوا سياسة ساكوكو الانعزالية. ومع ذلك، فتحت الشوغونية ميناء ناغازاكي البحري للتصدير مع شركة الهند الشرقية الهولندية والسفن التجارية الصينية من جنوب شرق آسيا. استخدم التجار اليابانيون، الذين مُنعوا الآن من تصدير عملات المون مباشرة إلى فيتنام، التجار الهولنديين كوسطاء وقاموا بتصدير ما بين عامي 1633 و1637، حوالي 105,835 سلسلة من 960 عملة إيراكو تسوهو وكاني تسوهو (أو 101,600,640 مون) إلى فيتنام. منذ عام 1659، استمر هذا مع عملات ناغازاكي التجارية التي سُكت خصيصًا للأسواق الأجنبية؛ وهذا هو السبب في أنها نُقشت بنقوش أسرة سونغ حيث كانت العملات المعدنية من أسرة سونغ متداولة بالفعل في جنوب شرق آسيا وكان السكان قد اعتادوا عليها بالفعل. توقفت تجارة العملات المعدنية بعد أن حظر الشوغون تصدير النحاس في عام 1715.

### التضخم خلال فترة باكوماتسو

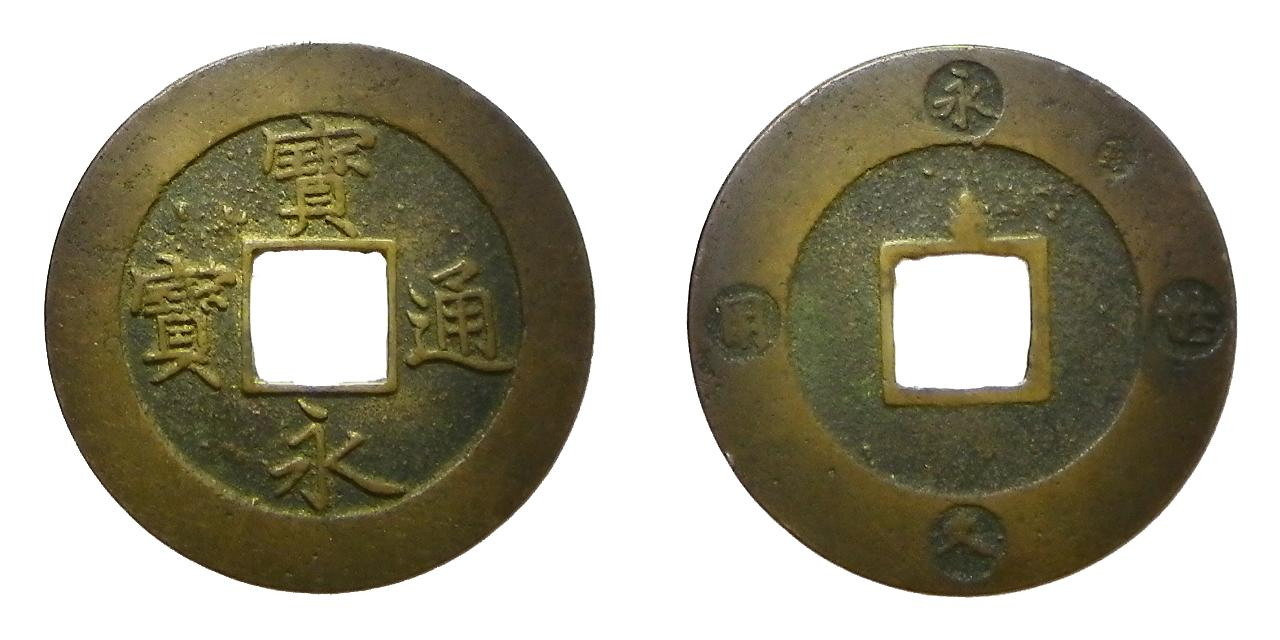
أ هوي تسوهو (寳永通寳) عملة معدنية، قُدمت دون جدوى كعملة معدنية كبيرة بقيمة 10 مون في عام 1708، لكنها فشلت بسبب محتواها من النحاس المتدهور.

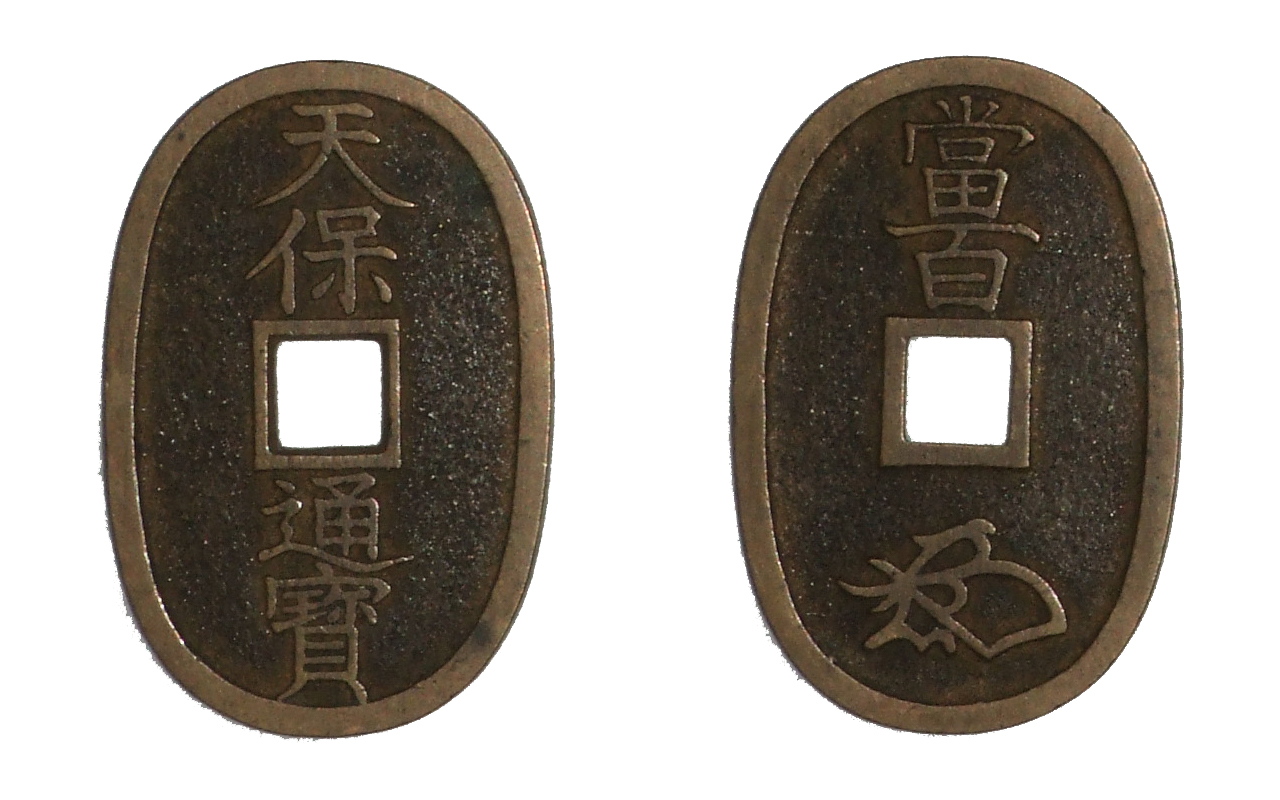
عملة Tenpō Tsūhō (天保通寳 - 當百) من فئة 100 مون، مع Kaō الخاص بدار سك العملة في كينزا، Gotō San'emon.

في عام 1708، قدم شوغونية توكوغاوا هوي تسوهو ( Kyūjitai :寳永通寳 . شينجيتاي :宝永通宝) والتي كانت قيمتها الاسمية 10 مون (لكنها كانت تحتوي على 3 أضعاف كمية النحاس الموجودة في عملة كاناي تسوهو بقيمة 1 مون)، مما أدى إلى إيقاف العملة المعدنية بعد فترة وجيزة من بدء تداولها حيث لم تُقبل بقيمتها الاسمية.
ومع ذلك، في عام 1835 (أثناء باكوماتسو ) حاولت شوغونية توكوغاوا إصدار عملة نحاسية ذات فئة أكبر مرة أخرى مع عملة تينبو تسوهو 100 مون والتي احتوت هذه المرة فقط على خمسة أضعاف ونصف كمية النحاس الموجودة في عملة بقيمة 1 مون، ولكن قُبلت على الرغم من ذلك. تسبب إدخال هذه الفئة في حدوث تضخم واسع النطاق يمكن مقارنته بالتضخم الذي تسببت فيه عملة 100 وين التي سكتها أسرة تشينغ في عام 1853، أو عملة 100 مون التي أصدرتها مملكة جوسون في عام 1866. وكان سبب التغيير في العقلية هو ندرة النحاس، الأمر الذي أجبر اليابانيين في وقت سابق على سك عملات حديدية، الأمر الذي أدى إلى كسر نظام المعادن الثلاثة الذي أُنشئ في السابق. وقد تسبب التداول المتزامن لعملات فئة 1 و4 و100 مون (المخفضة القيمة بشكل كبير) في حدوث رد فعل فوضوي من السوق، كما حدث مع التداول الواسع النطاق للعملات المزورة.
كان السبب الرئيسي الآخر للتضخم هو أنه منذ عام 1859 بدأ الدايميو المحليون في سك عملاتهم الخاصة، وغالبًا بفئات كبيرة لزيادة المعروض النقدي أو للحصول على المزيد من الذهب والفضة لإمداداتهم النحاسية المنخفضة. في عام 1862 ألهم هذا دايميو شيمازو نارياكيرا لإنتاج مشتقات تينبو تسوهو في شكل 100 على عملات ريوكيو تسوهو وحتى عملات نصف شو ريوكيو تسوهو تحت ذريعة سك العملات المعدنية لمملكة ريوكيو التابعة لهم، وقد أثبت هذا أنه مربح لمجال ساتسوما.

## سلسلة من العملات المعدنية

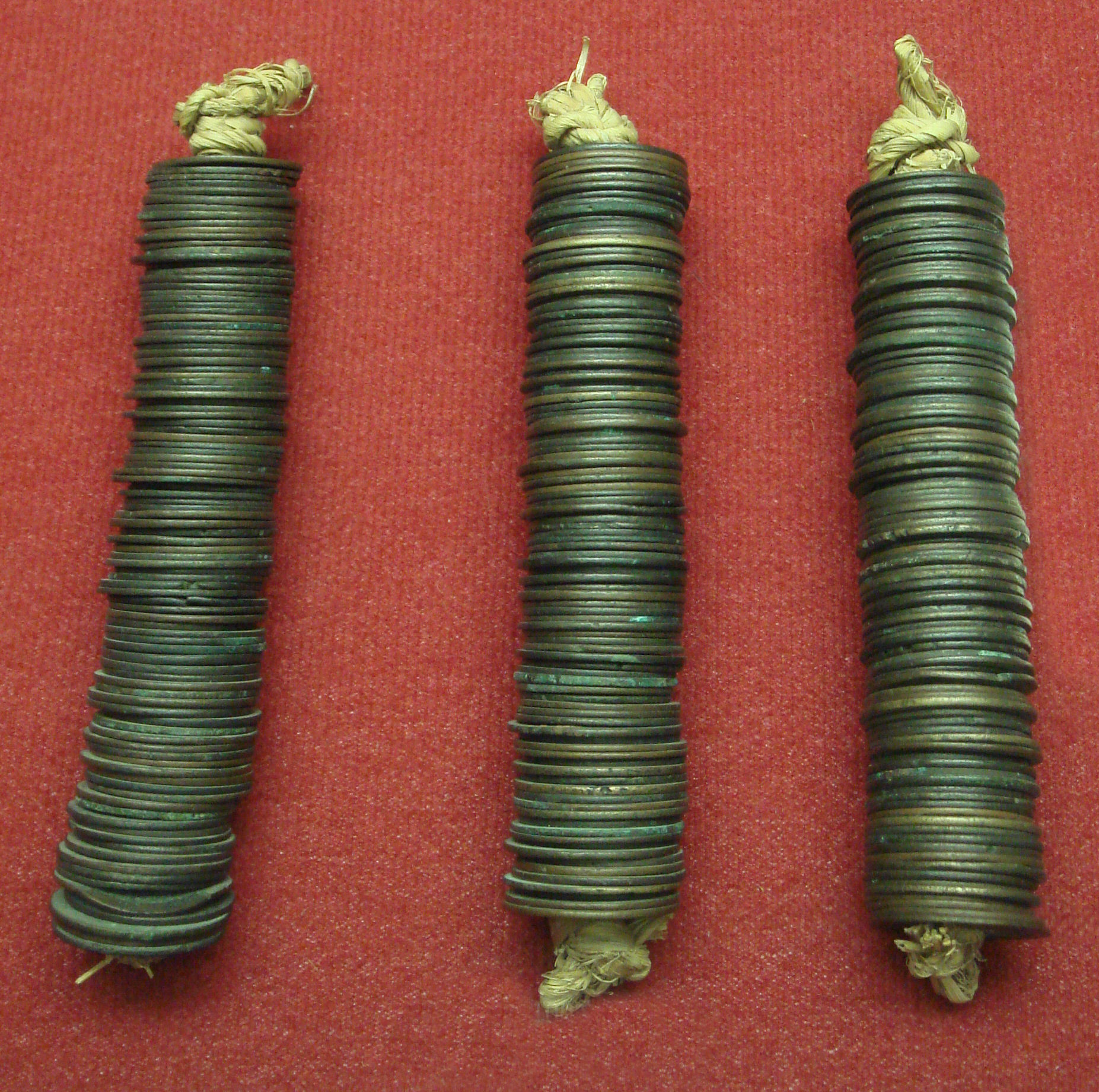
حزم من 100 عملة نحاسية مترابطة معًا لتسهيل النقل والدفع.

كانت العملات المعدنية مثقوبة، مما يسمح بربطها معًا على قطعة من الخيط. في فترة إيدو في اليابان (1615-1868)، كانت العملات المعدنية المترابطة مع بعضها البعض تتلقى خصمًا صغيرًا عند تقديمها بهذا الشكل. على سبيل المثال، بالنسبة لدفع 100 مون: إذا كانت هذه العملات المعدنية بقيمة 1 مون مرتبطة ببعضها البعض في صف واحد، فإن الخصم الممنوح كان 4 مون، وبالتالي قُبلت 96 عملة معدنية متسلسلة بقيمة 1 مون على قدم المساواة مع 100 مون. ربما كانت هناك خصومات مماثلة للمدفوعات الكبيرة الأخرى باستخدام عملات معدنية صغيرة في شكل سلسلة.

## قائمة عملات المون اليابانية

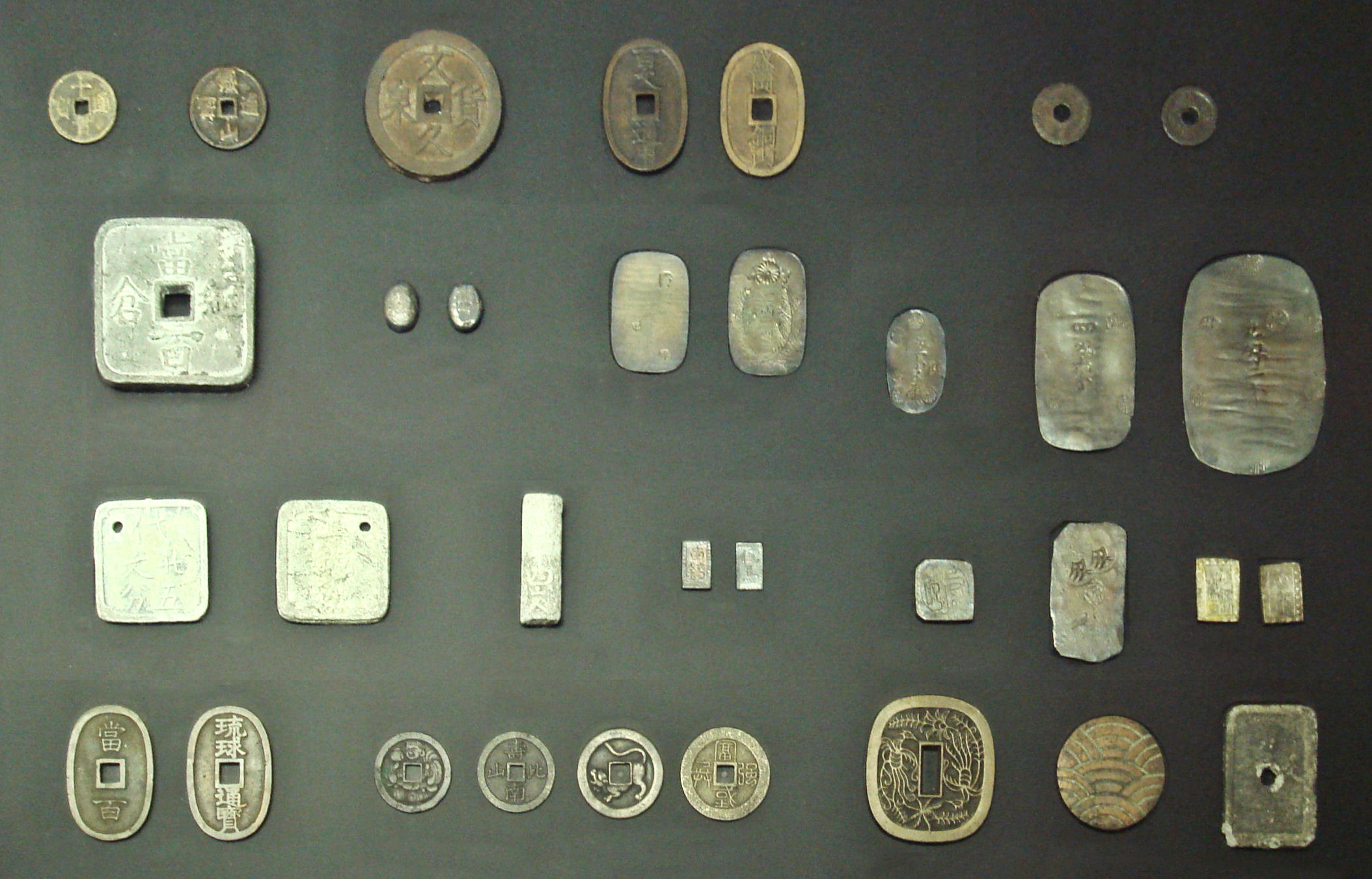
انتشار العملات اليابانية المحلية خلال فترة باكوماتسو.

خلال تاريخ المون الياباني، سُكت العديد من العملات المعدنية ذات النقوش المختلفة. كانت العملات المعدنية الرئيسية التي سكتها الحكومة المركزية هي:
أنتجت العديد من المناطق اليابانية عملاتها الخاصة، وهو ما حدث بشكل فوضوي، مما أدى إلى توسع المعروض النقدي في البلاد بمقدار 2.5 مرة بين عامي 1859 و1869، مما أدى إلى انهيار قيم الأموال وارتفاع الأسعار.
غالبًا ما أُنتجت هذه العملات المعدنية مع اسم المجال أو المقاطعة عليها. العملات المعدنية التي تنتجها المجالات هي:
| نقش                      | كيوجيتاي        | شينجيتاي        | المجال   | صورة |
| ------------------------ | --------------- | --------------- | -------- | ---- |
| سينداي تسوهو             | 仙臺通寳        | 仙台通宝        | سينداي   |      |
| هوسوكورا تو هياكو        | 細倉當百        | 細倉当百        | سينداي   |      |
| إيساوا تسوهو             | 膽澤通寳        | 胆沢通宝        | سينداي   |      |
| تيتسوزان تسوهو           | 鐵山通寳        | 鉄山通宝        | موريوكا  |      |
| هاكوداته تسوهو           | 箱館通寳        | 箱館通宝        | ماتسوماي |      |
| دوزان تسوهو              | 銅山通寳        | 銅山通宝        | كوبوتا   |      |
| اشو تسوهو                | 阿州通寳        | 阿州通宝        | توكوشيما |      |
| توسا تسوهو               | 土佐通寳        | 土佐通宝        | توسا     |      |
| تشيكوزين تسوهو (100 شهر) | 筑前通寳 - 當百 | 筑前通宝 - 当百 | فوكوكا   |      |
| ريوكيو تسوهو (100 مون)   | 琉球通寳 - 當百 | 琉球通宝 - 当百 | ساتسوما  |      |
| ريوكيو تسوهو (½ شو)      | 琉球通寳 - 半朱 | 琉球通宝 - 半朱 | ساتسوما  |      |

### عملات لها نفس أصل الكلمة
- ون صيني
- المون الكوري
- اللغة الفيتنامية
- ريوكيوان مون

## قراءة إضافية
- تيتسينغ ، اسحاق. (1834). [سيون ساي رين سيو/ هاياشي جاهو ، ١٦٥٢]. نيبون أو داي إيسي ران ؛ أوو، سجلات أباطرة اليابان. ] باريس: صندوق الترجمة الشرقية لبريطانيا العظمى وأيرلندا . ... انقر هنا للحصول على نسخة رقمية كاملة من هذا الكتاب (باللغة الفرنسية).
- ديفيد هارتيل (2011). العملات اليابانية المبكرة . دار الجيل الجديد للنشر.(ردمك 0755213653)